# گمینا رایچا
گمینا رایچا (به لهستانی:  Gmina Rajcza) یک گمینا در لهستان است که در شهرستان ژویتس واقع شده‌است. گمینا رایچا ۱۳۱٫۱۷ کیلومتر مربع مساحت و ۹٬۰۴۹ نفر جمعیت دارد.